# Dichotrachelus negrei negrei
Dichotrachelus negrei negrei é uma subespécie de insetos coleópteros polífagos pertencente à família Curculionidae.
A autoridade científica da subespécie é Gonzalez, tendo sido descrita no ano de 1964.
Trata-se de uma subespécie presente no território português.